# قاضی‌قوملاق
قاضی‌قوملاق (به لاتین: Qazıqumlaq) یک منطقه مسکونی در جمهوری آذربایجان است که در شهرستان اوجار واقع شده است. قاضی‌قوملاق ۴۱۴۷ نفر جمعیت دارد.